# بلریو ۱۱۱
بلریو ۱۱۱ (به انگلیسی: Blériot_111) یک هواگرد ملخ‌پیشین تک‌موتوره از نوع ترابری ساخت شرکت Blériot Aéronautique است. هواگرد بلریو ۱۱۱ نخستین پروازش را در ۲۴ ژانویه ۱۹۲۹ میلادی انجام داد. در مجموع، تعداد ۲+ فروند از این هواگرد ساخته شده‌است.
طراح این هواگرد، André Herbemont بود.